# Museu francônio da cerveja de Bamberg
O Museu francônio (português brasileiro) ou francónio (português europeu) da cerveja de Bamberg ou, na sua forma portuguesa, de Bamberga (em alemão: Fränkisches Brauereimuseum Bamberg) em Bamberg é um museu sobre a Francônia e sua cerveja, localizado na antiga Brauerei Michaelsberg (Cervejaria Michaelsberg).
É um dos 4 museus versando sobre cerveja ao longo da Estrada da Cerveja da Francônia.

## História

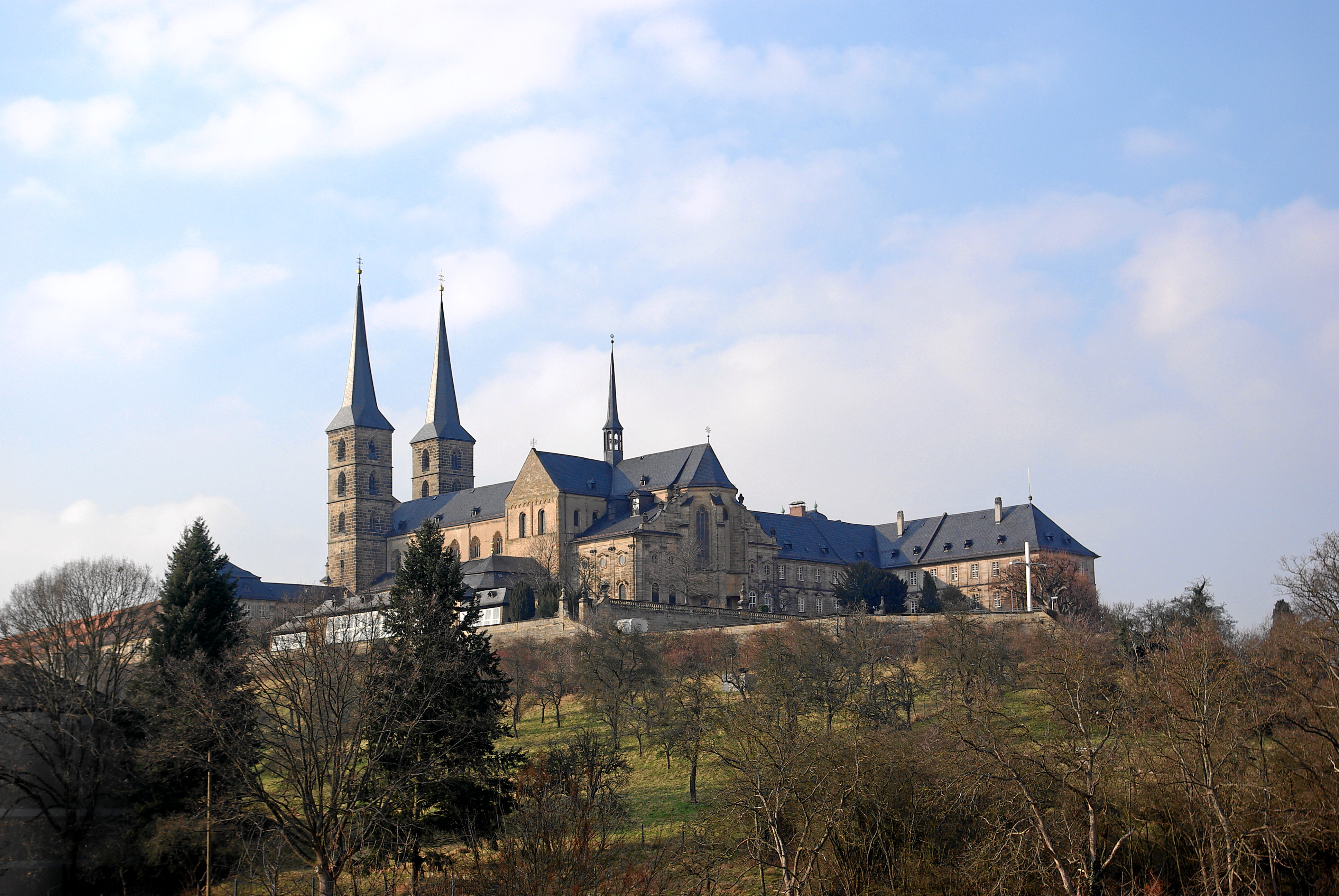
Mosteiro Michaelsberg

Depois que a cervejaria do Mosteiro Michelsberg foi fechada, em 1969, foi fundada em 1 de junho de 1979 a Fränkisches Brauereimuseum e. V. (Associação Registrada Museu das Cervejarias Francônias). O objetivo dos trinta e dois membros fundadores foi resgatar e manter a tradição dos mestres cervejeiros e fabricantes de barril. Nos anos seguintes foram obtidos registros escritos e maquinário, tornados acessíveis ao público, formando assim uma espécie de central de informações sobre cerveja. Dois anos depois, em 1 de maio de 1981, a associação alugou os aposentos da antiga cervejaria. Em julho de 1984 iniciaram os trabalhos de restauração e disposição dos espaços internos. Em 3 de maio de 1986 o museu foi parcialmente aberto à visitação, com a exposição Bier und Philatelie (Cerveja e Filatelia).
Atualmente o museu dispõe de uma área de exposição de 900 m², com mais de 1300 peças.